# Língua cri oriental
Cri oriental (Cree oriental), também denominados  James Bay Cree Oriental,  Cree Principal Oriental, é um grupo de dialeto da língua cri  falados em Quebec, Canadá, na costa leste da Baía de Hudson e Baía de James, e no interior a sudeste da baía de Jamesay. Cree é uma das mais faladas línguas não  oficiais aborígenes do Canad.. Quatro dialetos foram identificados provisoriamente, incluindo o dialeto do interior do sul (Iyiniw-Ayamiwin) falado em Mistissini, Oujé-Bougoumou, Waswanipi e Nemaska; o dialeto da costa sul (Iyiyiw-Ayamiwin) falado em Nemaska, Waskaganish e Eastmain; os dialetos costeiros do norte (Iyiyiw-Ayimiwin), um falado em Wemindji e Chisasibi e o outro falado em Whapmagoostui. Os dialetos são mutuamente inteligíveis, embora surjam dificuldades à medida que a distância entre as comunidades aumenta.
O cree oriental não é considerado uma língua ameaçada de extinção devido a muitos falantes jovens que estão usando a língua (Ref. Mela S.; Mali A. 2009). De acordo com o Censo do Canadá de 2011, existem atualmente 83.475 falantes apenas de Cree e um total de 144.015 falantes de Algonquiano. De acordo com as estatísticas, Cree é a maior língua praticada e viva em comparação com todas as outras línguas da família algonquina. O restante varia de 3.250 a 19.275 falantes.

## Fonologia
As vogais longas *ē e *ā fundiram-se nos dialetos costeiros do norte, mas permanecem distintas nos dialetos costeiros do sul e do interior do sul; o interior do sul fundiu *s com *š, que permanecem distintos nos dialetos costeiros. A vizinha língua naskapi tem ambos.
Em East Cree existem treze sons consoantes.
|           |           | Bilabial | Alveolar | Pós-alveolar | Velar | Labiovelar | Glotal |
| --------- | --------- | -------- | -------- | ------------ | ----- | ---------- | ------ |
| Oclusiva  | surda     | p        | t        |              | k     | kʷ         |        |
| Oclusiva  | sonora    | b        |          |              |       |            |        |
| Nasal     | Nasal     | m        | n        |              |       |            |        |
| Fricativa | Fricativa |          | s        | ʃ            |       |            | h      |
| Africada  | Africada  |          |          | tʃ           |       |            |        |
| Semivogal | Semivogal |          |          | j            |       | w          |        |

São 8 os sons vogais:
|              | Anterior | Central | Posterior |
| ------------ | -------- | ------- | --------- |
| High         | i        |         | u         |
| Meio Fechada | ɪ        |         | ʊ         |
| Medial       | e        | ə       |           |
| Aberta       |          | a       |           |

## Amostra de texto
Dialeto Setentrional
ᓈᐹᐤ ᐃᔅᑭᓂᑎᐱᔅᑳᐤᐦ ᑳ ᐱᐹᓈᓂᓯᓂᐧᐋᑦ ᐊᑎᐦᒄᐦ᙮ ᑳ ᐅᒋᐦᐱᑖᑦ ᒫᒃ ᐊᓂᑖᐦ ᒫᐧᑳᒡ ᐋ ᐃᐧᐋᔑᔨᐦᒡ᙮ ᑳ ᐧᑳᒋᒫᑦ ᐊᓐ ᓈᐹᐤ; ᒑᐧᑳᓐ ᐧᐋᐦᒋ ᐃᔨᑎᐱᔮᒄ? ᓃᔨ ᐧᐄ ᐋᔥᒄ ᓂᐱᐦ ᐱᐹᒥᐱᐦᑖᓐ᙮
Português
Um homem perseguindo o caribu a noite toda e os cansou. Quando ele chegou à área onde o caribu estava descansando da corrida, o homem fala com o caribu e pergunta: 'Por que você está sentado? Se eu fosse você ainda estaria correndo.